# Pădurea pierdută
Pădurea pierdută este un film românesc din 1971 regizat de Andrei Blaier. Rolurile principale au fost interpretate de actorii Ilarion Ciobanu, Cornel Patrichi, Leni Pințea-Homeag, Adriana Ionescu.

## Prezentare
În 1943, într-un sat de pescari români de pe Dunăre, frații Pavel și Simion concurează pentru dragostea Liei în timp ce războiul se dezlănțuie.

## Distribuție
Distribuția filmului este alcătuită din:
- Romeo Stănciugel
- Cornel Patrichi — Simion
- Virgil Andriescu
- Emil Liptac — Ștefan
- Ilarion Ciobanu — Pavel
- Mircea Constantinescu-Govora — Manea
- Colea Răutu — Pangrate
- Petre Gheorghiu
- Romeo Mogoș — Primul pescar
- Cornel Coman — Vlădana
- Emil Sassu
- Costel Rădulescu
- Ernest Maftei — Trifan
- Adriana Ionescu — Lia
- Leni Pințea-Homeag — Sabina
- Aurel Grușevschi
- Mihai Filip — Nicolae

## Primire
Filmul a fost vizionat de 1.641.583 de spectatori în cinematografele din România, după cum atestă o situație a numărului de spectatori înregistrat de filmele românești de la data premierei și până la data de 31 decembrie 2014 alcătuită de Centrul Național al Cinematografiei.